# Ulfsax
Ulfsax är en svensk adlig ätt.
Medeltida frälsesläkt som härstammar från Småland, som äldsta stamfader räknas, enligt Sveriges Riddarhus, Peder Simonsson som var väpnare och nämns år 1445 och 1447.
Då Riddarhuset omorganiserades 1625, introducerades ätten mellan 10 mars och 4 april 1625 genom Peder Simonssons ättling i fjärde led, kaptenen Gustaf Persson Ulfsax (död 1650/6) i tredje klassen, svenneklassen, genom lottning med nummer 78 men under nuvarande nummer 107. Ätten uppflyttades 3 november 1778 i den då återinrättade andra klassen, riddarklassen.
En del av den yngre grenen utvandrade på 1930-talet till USA och fortlever där.
Den 31 december 2021 var 32 personer med efternamnet Ulfsax folkbokförda i Sverige.

## Vapenbeskrivning

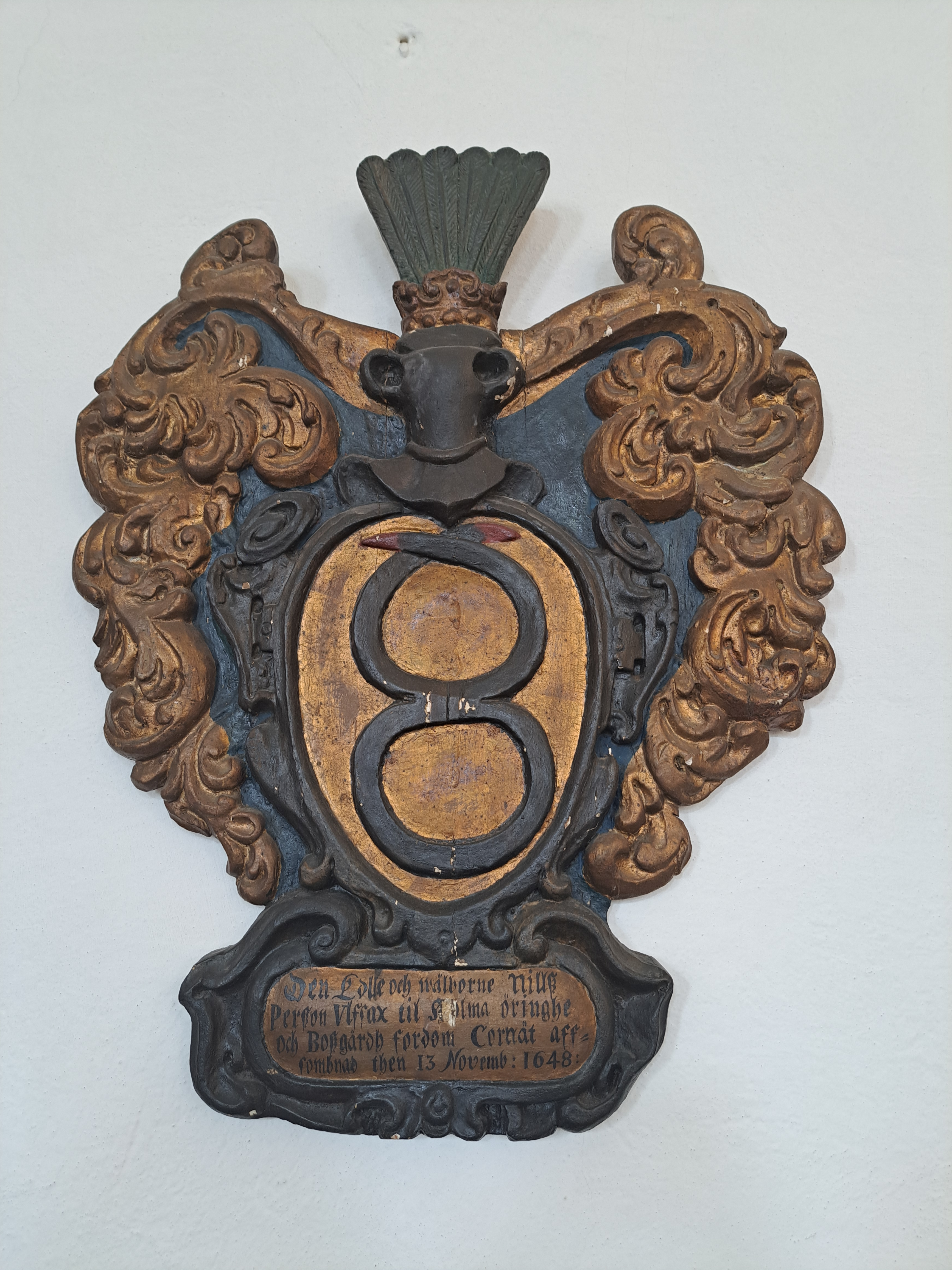
Vapensköld i Västra Hargs kyrka

Vapnet är känt sedan 1447 efter Peder Simonsson, ätten upptog namnet Ulfsax efter vapnet efter Peders sonson Peder Jönsson, känd 1532–1538. Vapenbilden är en fångstfälla för rovdjur, som på nutida språk skulle kallas varg- eller rävsax. De sex påfågelsfjädrarna på hjälmen fanns inte från början utan kom till senare.